# Immersielithografie
Immersielithografie is een techniek om de details, die ten behoeve van de chipsfabricage op een wafer worden geëtst, te verkleinen.

## Doel
Deze techniek wordt toegepast in lithografiemachines voor de fabricage van geïntegreerde schakelingen (in de volksmond „chips”), waar een van tevoren met fotografisch materiaal behandelde siliciumplaat wordt belicht met ultraviolet licht, waarbij een patroon van lijntjes op de wafer ontstaat. Als de lijnafstand kan worden verkleind, kunnen meer elementen op de chip worden aangebracht.
Om dit te bereiken zijn twee technieken voorhanden:
1. Gebruikmaken van licht met een kortere golflengte
2. Gebruikmaken van een medium met een hogere brekingsindex

Gebruik van licht met een kortere golflengte vereist zeer grote veranderingen in het hele systeem, waaronder de ontwikkeling van lenzen van een ander materiaal. Dit alles vergt veel ontwikkeltijd.
Als men echter tussen de lens en het te bewerken oppervlak een laagje water aanbrengt verkrijgt men een hogere brekingsindex, wat eveneens leidt tot een kleinere lijnafstand. Hoewel ook deze techniek haar complicaties kent, is ze in kortere tijd te ontwikkelen en betreffen de veranderingen in het proces slechts een beperkt aantal onderdelen van de lithografiemachine.

## Geschiedenis
De begingeschiedenis van de immersielithografie wordt gekenmerkt door de samenwerking van de enige drie producenten ter wereld van lithografiemachines, te weten ASML, Canon, en Nikon. Op kosten van deze drie was de immersietechniek in de jaren 80 van de 20e eeuw al eens bestudeerd, maar met matig resultaat. Daarna echter heeft het MIT de techniek verbeterd, en op een congres, dat in 2001 in Orlando werd gehouden, werden de resultaten bekendgemaakt. Na dit congres gingen de drie concurrenten ieder hun weg om een werkend en verkoopbaar apparaat te ontwikkelen, dat gebaseerd was op deze techniek.
Onder leiding van Jan Mulkens werd door ASML een dergelijke machine ontwikkeld. Het bedrijf zat in een moeilijke periode, daar er weinig orders waren, maar het onderzoeksbudget bleef hoog. Er werd samengewerkt met Philips Natuurkundig Laboratorium, dat onderzoek deed naar immersietechnologie voor de productie van cd's, alsmede met het instituut IMEC te Leuven. In 2004 was er al een verkoopbare machine. Dit kwam vooral doordat een bestaande, zogenaamde tweestappenmachine, zodanig kon worden gemodificeerd dat 90% van de oorspronkelijke onderdelen kon blijven functioneren. IBM en Taiwan Semiconductor Manufacturing Company (TSMC) waren de eerste kopers.
De concurrent Nikon kwam anderhalf jaar na ASML met een immersiemachine op de markt, en Canon bijna drie jaar na ASML.

## Resultaten
Met immersielithografie kan de lijnafstand op de wafer worden teruggebracht tot 36,5 nanometer. Door de voorsprong heeft ASML haar marktaandeel aanzienlijk vergroot tot 65% in 2007. Hoewel nog niet alle verkochte wafersteppers immersiemachines zijn, neemt het aandeel daarvan toe.

## Externe bron
- NRC Handelsblad, 16 januari 2008.